# ジャレココレクション
『ジャレココレクション』は、ジャレコから発売された旧作ゲーム（いずれもファミリーコンピュータ用ソフト）をオムニバス収録したシリーズ。

## ジャレココレクション vol.1
2003年10月23日にPCCWジャパンより発売されたPlayStation用ソフト。7タイトルを収録。「vol.1」とあるがPlayStationでは1作品にとどまった。
- 忍者じゃじゃ丸くん
- シティコネクション
- フィールドコンバット
- 妖精物語ロッド・ランド
- エクセリオン
- フォーメーションZ
- アーガス

## じゃじゃ丸Jr.伝承記〜ジャレコレもあり候〜
2004年5月28日にジャレコより発売されたゲームボーイアドバンス用ソフト。新作「じゃじゃ丸Jr.伝承記」と旧作5タイトルを収録。2005年7月14日には廉価版の『ベストバリュー じゃじゃ丸Jr.伝承記 ～ジャレコレもあり候～』が発売された。
- 忍者じゃじゃ丸くん
- じゃじゃ丸の大冒険
- シティコネクション
- エクセリオン
- フォーメーションZ

ファミコンのエミュレータにはオープンソースの「PocketNES」が使用されていることが解析で判明している。

### じゃじゃ丸Jr.伝承記
『忍者じゃじゃ丸くん』から19年後の物語。なまず太夫にさらわれたさくら姫を救出に向かったじゃじゃ丸が消息を絶ち、その調査に向かった里の長・じじ丸も捕らわれてしまったため、じゃじゃ丸Jr.が救出に向かう。
縦横スクロールのマップ内にいる敵を全部倒してゴールに入るとステージクリア。全25面。

## 燃えろ!!ジャレココレクション
2004年10月28日にジャレコより発売されたゲームボーイアドバンス用ソフト。スポーツゲーム6タイトルを収録。
- 燃えろ!!プロ野球
- 燃えろ!!プロテニス
- 燃えろ!!プロ野球'88決定版
- 燃えろ!!ジュニアバスケット
- 燃えろ!!プロサッカー
- 燃えろ!!柔道うおりあ～ず